# C.J.H. Kayser
Carl Johan Henrik Kayser (20. december 1811 i København – 28. august 1870 sammesteds) var en dansk læge, nationaløkonom og politiker, bror til Harald Kayser.

## Lægelig karriere
Han var søn af sadelmager Carl Christian Kayser (1789-1869) og Johanne Cathrine født Hertz (1791-1865). Han dimitteredes 1828 fra Det von Westenske Institut, tog i 1834 først den kirurgiske, derpå den medicinske eksamen, var i de følgende år medicinsk kandidat på Frederiks Hospital og foretog 1836-39 en studierejse til Tyskland, Schweiz og Frankrig med langt ophold i Paris, hvor han blev fængslet af medicinens nye eksakte æra og ligesom sin ven og rejsefælle C.E. Fenger i lige grad kastede sig over alle de egentlige lægevidenskabelige discipliner og statistikken, hvis udstrakte anvendelse for lægevidenskaben netop dengang var den nye pariseræras løsen. Især blev Kayser optaget af den statistiske videnskab, der blev udbredt af Adolphe Quetelet.
Hjemvendt satte han straks sin kraft og fremragende begavelse ind på at reformere den stagnerende danske medicin i fransk ånd og grundlagde endnu i 1839 sammen med sin lidt ældre, intelligente kollega Arnold Ahrensen Ugeskrift for Læger som kamporgan for de nye videnskabelige anskuelser. 1840 tog han licentiat-, ved kroningsfesten 1841 doktorgraden ved to afhandlinger fra den af ham dengang med særlig forkærlighed dyrkede fødselsvidenskabs område; samtidig udgav han den franske forfatter Jules Gavarrets værk om lovene for statistikkens anvendelse i medicinen i dansk oversættelse og lagde derved grunden til "den numeriske metodes" anvendelse også i dansk lægevidenskab. Efter i 1841 at være bleven medlem af Det kongelige medicinske Selskab og distriktslæge i København hædredes han det følgende år med valget til præses i det nye reformatoriske lægeselskab "Filiatrien" og udnævntes samtidig til underacchouchør og reservelæge ved Fødsels- og Plejestiftelsen, hvilken post han i 1843 ombyttede med reservekirurgikatet på Frederiks Hospital, idet han samtidig fratrådte redaktionen af Ugeskrift for Læger.
Hans hu stod nu til lærervirksomhed ved Universitetet, og udrustet med alsidig lægevidenskabelig kundskabsfylde ligesom Fenger var han i stand til at overtage omtrent hvilken som helst disciplin. Da et lektorat i kirurgisk patologi 1843 blev ledigt ved Adolph Callisens fratræden, tog han del i den udskrevne konkurrence sammen med Andreas Buntzen og Frederik Bricka, gav også ved denne lejlighed vidnesbyrd om sin fremragende begavelse, men var uheldig ved den sidste prøve, undersøgelsen af en patient med øjensygdom, og trak sig derfor til almindelig beklagelse frivilligt tilbage.
Derefter kastede han sig med fordoblet iver over statistiske arbejder, såvel på den særlig medicinske som den almindelige statistiks område. Megen opmærksomhed og bevægelse vakte hans 1845 udgivne skrift: Den kongelige Fødselsstiftelse i Kjøbenhavn og den der herskende ondartede Barselfeber; det gav stødet til Fødselsstiftelsens påfølgende reorganisation og omordning, om end desværre ikke til de forfærdelige barselfeberepidemiers ophør. I øvrigt virkede han, efter 1845 at være fratrådt sin stilling på Frederiks Hospital, som praktiserende læge i København og vandt ved sin elskværdige karakter megen yndest. I sommeren 1845 rejste han i offentlig sendelse til Nordgrønland (Diskobugten) for at undersøge en ved kolonien Jacobshavn herskende epidemisk sygdom. 1848 udnævntes han til stiftsfysikus for Fyn, men blev endnu samme år professor extraordinarius i statistik og statsøkonomi ved Universitetet (1850 professor ordinarius), og dermed forlod han definitivt lægegerningen, omend ikke lægevidenskaben, idet hans omfattende statistiske studier og arbejder i de følgende år fremdeles for en del behandlede den medicinske statistik. Også til politisk virksomhed bleve i den følgende tid hans betydelige evner tagne stærkt i brug, indtil en uhelbredelig, tiltagende hjernesygdom lammede hans kraft og efterhånden gjorde ham til åndeligt og legemligt invalid. Allerede 1865 måtte han afskediges fra sin universitetsstilling, men døden indtraf først 28. august 1870. 1859 var han blevet Ridder af Dannebrog. Han var ugift.
Han er begravet på Assistens Kirkegård.

## Kayser som nationaløkonom og statistiker
Kaysers ungdom falder i en tid, da statistikken var ved at komme på mode; rundt om i verden blomstrede den officielle statistik op, og overraskende fænomener blev dragne frem og benyttede, ganske vist til temmelig forhastede slutninger om love, der skulle beherske hele samfundet med samme nødvendighed som naturlovene. Det var navnlig Quetelet, der bar disse tanker frem med bestikkende veltalenhed og aldrig svigtende tro på sine teoriers sandhed. Det var ikke så underligt, at disse studier måtte øve tiltrækning på Kayser, der igennem den medicinske statistik havde en Overgang fra sit oprindelige fag til statistik og andre samfundsvidenskaber. 1840 udgav han en oversættelse af en fransk bog, Gavarrets Om Lovene for Statistikkens Anvendelse i Medicinen. Disse studier fortsatte han i de følgende år. I Det kongelige medicinske Selskabs Skrifter, ny række I (1848), der skulle begynde en ny æra i den medicinske statistik, hidrører to afhandlinger fra Kayser (Om Maanedernes og Aarstidernes Indflydelse paa Dødeligheden og Om Fødselsforholdene i Danmark). Med særlig interesse kastede han sig over Moralstatistik og bearbejdede for den statistiske kommission selvmords- og kriminalstatistikken (i 11. og 13. hæfte af Statistisk Tabelværk, begge fra 1847). I disse såvel som andre arbejder, beregnede på en større kreds, således en række artikler om selvmord i Dansk Folkeblad for 1846 – der bl.a. indeholder en interessant række breve fra selvmordere – behandlede han sit stof med megen ædruelighed uden at lade sig friste til forhastede slutninger.
Kayser har endvidere udarbejdet en nationaløkonomi: Om Arbejdets Ordning (1857; 2. oplag 1865). Denne bog bringer i og for sig ikke nye tanker; standpunktet er nærmest den samtidige franske og engelske nationaløkonomi; men i den danske nationaløkonomiske litteratur udfyldte den et savn; den er skrevet med stor kærlighed til emnet, i et roligt og behersket sprog, og med god grund har den derfor været stærkt benyttet og kan endnu anbefales til forberedende studium af nationaløkonomiens teori, selv om mange synspunkter er forandrede, og selv om man nu kan påvise mange uklarheder deri. På grund af sit tidligt svækkede helbred nåede Kayser ikke at efterlade sig noget andet større nationaløkonomisk arbejde.

## Politikeren
I den omgangskreds, i hvilken C.J.H. Kayser færdedes, blev efter 1848 så mange fremtrædende og begavede personer hendragne til politikken, at det var ganske naturligt, at også han, hvis statistiske og nationaløkonomiske studier lå politikken så nær, følte lyst til at virke i samme retning. Det var dog først, efter at han i nogle år havde virket som professor ved Universitetet, at han gjorde alvor deraf. 4. august 1852 stillede han sig og valgtes i Københavns Amts 2. Valgkreds (Lyngbykredsen). Folketinget opløstes 13. januar 1853 som følge af en afstemning, hvis indirekte følge var en forkastelse af regeringens forslag om toldgrænsens flytning. Arvespørgsmålet og toldsagen havde fremkaldt en stærk modsætning mellem ministeriet Bluhme-Sponneck og flertallet i begge ting, og en lidenskabelig agitation førtes fra begge sider. Bondevennerne havde sluttet en alliance med helstatsministeriet imod det nationalliberale parti, og A.F. Tscherning, der gik i spidsen, erklærede det for opgaven ved de nye valg at fortrænge så vidt muligt alle de 50 folketingsmænd, der havde stemt imod regeringen. Han forlod derfor sin sikre valgkreds i Holbæk Amts 2. Valgkreds og stillede sig imod Kayser, der var en af de 50.
Valgkampen i Lyngby førtes med stor heftighed og fulgtes med levende interesse. Den endte med, at Kayser valgtes med 689 stemmer imod 506, der faldt på Tscherning. Efter den anden opløsning i april 1853 genvalgtes Kayser 27. maj, men ved valgene efter opløsningen i oktober 1854 afløstes han i Lyngby af proprietær Aron David til Rungstedlund, og siden deltog han atter 1861-64 i det aktive politiske liv i Folketinget som repræsentant for 2. Kreds i København, hvorimod han 1858 valgtes af Landstinget til statsrevisor.
Kayser indtog ikke nogen fremragende plads i det nationalliberale parti, som han fulgte i alt væsentligt, men han var en af de solide, kundskabsrige og arbejdsdygtige mænd, som udgjorde kernen i Folketinget og bidrog så meget til den hurtige og sikre lovgivningsvirksomhed, der udmærkede Rigsdagens første år. Så længe han sad i Folketinget, var han ordfører (formand) for Finansudvalget, en post, som han arvede efter C.E. Fenger. Det var det vigtigste og besværligste hverv, som Folketinget kunne give nogen; udvalgsbetænkningen var i hin tid ikke et optryk af skrivelser og andragender med en kort angivelse af, om et forslag tiltrædes eller ikke, men en ræsonnerende bearbejdelse af det store materiale og en motivering af udvalgets indstillinger, så at ordføreren havde et stort arbejde, men til gengæld også blev fortrolig med enhver enkelthed. Kayser var en særdeles dygtig ordfører, kortfattet og klar, og medens han ikke var i besiddelse af nogen egentlig veltalenhed, vidnede hans foredrag altid om en omhu og grundighed, der sikrede dem opmærksomhed og gav dem vægt.

## Gengivelser
- Portrætmaleri af Wilhelm Marstrand (ca. 1835, Københavns Universitet)
- Afbildet på maleri af unge læger af samme (1836, Det Nationalhistoriske Museum på Frederiksborg Slot)
- Tegning af Constantin Hansen, forarbejde til maleri (1850, Det Nationalhistoriske Museum på Frederiksborg Slot)
- Portrætmaleri af samme (1859, Det Nationalhistoriske Museum på Frederiksborg Slot)
- Daguerreotypi (Det Kongelige Bibliotek)
- Litografi efter daguerreotypi